# 사우디아라비아 올림픽 위원회
사우디아라비아 올림픽 위원회(아랍어: اللجنة الأولمبية العربية السعودية, 영어: Saudi Arabian Olympic Committee)는 사우디아라비아를 대표하는 국가 올림픽 위원회이자 국가 패럴림픽 위원회이다. IOC 코드는 KSA이다. 본부는 리야드에 있으며 아시아 올림픽 평의회에 소속되어 있다.
1964년에 설립했으며 1965년에 국제 올림픽 위원회의 승인을 받았다. 올림픽, 패럴림픽, 아시안 게임을 비롯한 국제 스포츠 대회에 참가하는 사우디아라비아의 선수들을 대표한다.

## 같이 보기
- 올림픽 사우디아라비아 선수단